# Wahlen des Oberbürgermeisters der Stadt Bayreuth
Der Oberbürgermeister der Stadt Bayreuth wird alle sechs Jahre direkt gewählt. Die Amtszeit der 2012 gewählten Oberbürgermeisterin Brigitte Merk-Erbe betrug acht Jahre, um die Wahlperiode des Oberbürgermeisters an die des Stadtrats anzupassen.

## Oberbürgermeisterwahl 1958
Zum Nachfolger von Hans Rollwagen (SPD) wurde Hans Walter Wild (SPD) gewählt. Gegenkandidat war Fritz Meyer vom Bündnis BP, FDP und Überparteiliche Freie Wählergruppe (ÜFW).

## Oberbürgermeisterwahl 1964
Hans Walter Wild (SPD) wurde mit 97 % der Stimmen im Amt bestätigt. Es gab keine Gegenkandidaten.

## Oberbürgermeisterwahl 1970
Hans Walter Wild (SPD) wurde mit 98 % der Stimmen im Amt bestätigt. Es gab keine Gegenkandidaten.

## Oberbürgermeisterwahl 1976
Hans Walter Wild (SPD) wurde mit 58 % der Stimmen im Amt bestätigt. Gegenkandidat war Ortwin Lowack (CSU)

## Oberbürgermeisterwahl 1982
Hans Walter Wild (SPD) wurde mit 55 % der Stimmen im Amt bestätigt. Gegenkandidat war Heinrich Dumproff (CSU)

## Oberbürgermeisterwahl 1988
Zum Nachfolger von Hans Walter Wild (SPD) wurde Dieter Mronz (SPD) gewählt. Gegenkandidaten waren Ortwin Lowack (CSU) und Werner Kolb (Grüne).

## Oberbürgermeisterwahl 1994
Dieter Mronz (SPD) wurde mit 68 % der Stimmen im Amt bestätigt. Gegenkandidaten waren Gabriele Tröger-Weiß (CSU) und Sigrid Engelbrecht (Grüne).

## Oberbürgermeisterwahl 2000
Dieter Mronz (SPD) wurde mit 63 % der Stimmen im Amt bestätigt.
| Lfd. Nr.             | Bewerber/in          | Wahlvorschlagträger                   | Stimmen | Stimmenanteil in % |
| -------------------- | -------------------- | ------------------------------------- | ------- | ------------------ |
| 1                    | Thomas Ebersberger   | CSU                                   | 8.074   | 28,27              |
| 2                    | Dieter Mronz         | SPD                                   | 18.014  | 63,06              |
| 3                    | Ulrike Gote          | Bündnis 90/Die Grünen und Unabhängige | 2.477   | 8,67               |
| Gesamt               | Gesamt               | Gesamt                                | 28.565  | 100,0              |
| Wahlbeteiligung in % | Wahlbeteiligung in % | Wahlbeteiligung in %                  | 50,77   | 50,77              |

## Oberbürgermeisterwahl 2006
Als Nachfolger des nicht mehr kandidierenden Oberbürgermeisters Dieter Mronz (SPD) wurde Michael Hohl (CSU) gewählt. Zum ersten Mal eroberte die CSU das Bayreuther Rathaus.
Erster Wahlgang (12. März 2006)
| Lfd. Nr.             | Bewerber/in          | Wahlvorschlagträger                   | Stimmen | Stimmenanteil in % |
| -------------------- | -------------------- | ------------------------------------- | ------- | ------------------ |
| 1                    | Michael Hohl         | CSU                                   | 10.948  | 38,26              |
| 2                    | Ulrich Pfeifer       | SPD                                   | 9.467   | 33,08              |
| 3                    | Ulrike Gote          | Bündnis 90/Die Grünen und Unabhängige | 1.412   | 4,93               |
| 4                    | Brigitte Merk-Erbe   | Bayreuther Gemeinschaft               | 6.791   | 23,73              |
| Gesamt               | Gesamt               | Gesamt                                | 28.618  | 100,0              |
| Wahlbeteiligung in % | Wahlbeteiligung in % | Wahlbeteiligung in %                  | 49,59   | 49,59              |

Stichwahl (26. März 2006)
Da keiner der Kandidaten im ersten Wahlgang die erforderliche absolute Mehrheit der gültigen Stimmen erreicht hatte, fand zwei Wochen später eine Stichwahl zwischen den beiden Kandidaten mit den meisten Stimmen statt.
| Lfd. Nr.             | Bewerber/in          | Wahlvorschlagträger  | Stimmen | Stimmenanteil in % |
| -------------------- | -------------------- | -------------------- | ------- | ------------------ |
| 1                    | Michael Hohl         | CSU                  | 16.379  | 57,33              |
| 2                    | Ulrich Pfeifer       | SPD                  | 12.190  | 42,67              |
| Gesamt               | Gesamt               | Gesamt               | 28.569  | 100,0              |
| Wahlbeteiligung in % | Wahlbeteiligung in % | Wahlbeteiligung in % | 49,80   | 49,80              |

## Oberbürgermeisterwahl 2012
Brigitte Merk-Erbe (Bayreuther Gemeinschaft) setzte sich in der Stichwahl gegen Amtsinhaber Michael Hohl (CSU) durch.
Erster Wahlgang (11. März 2012)
| Lfd. Nr.             | Bewerber/in               | Wahlvorschlagträger                   | Stimmen | Stimmenanteil in % |
| -------------------- | ------------------------- | ------------------------------------- | ------- | ------------------ |
| 1                    | Michael Hohl              | CSU                                   | 11.928  | 43,60              |
| 2                    | Christa Müller-Feuerstein | SPD                                   | 2.823   | 10,32              |
| 4                    | Stefan Schlags            | Bündnis 90/Die Grünen und Unabhängige | 2.133   | 7,80               |
| 6                    | Brigitte Merk-Erbe        | Bayreuther Gemeinschaft               | 10.473  | 38,28              |
| Gesamt               | Gesamt                    | Gesamt                                | 27.357  | 100,0              |
| Wahlbeteiligung in % | Wahlbeteiligung in %      | Wahlbeteiligung in %                  | 47,57   | 47,57              |

Stichwahl (25. März 2012)
Da keiner der Kandidaten im ersten Wahlgang die erforderliche absolute Mehrheit der gültigen Stimmen erreicht hatte, fand zwei Wochen später eine Stichwahl zwischen den beiden Kandidaten mit den meisten Stimmen statt.
| Lfd. Nr.             | Bewerber/in          | Wahlvorschlagträger     | Stimmen | Stimmenanteil in % |
| -------------------- | -------------------- | ----------------------- | ------- | ------------------ |
| 1                    | Michael Hohl         | CSU                     | 13.092  | 47,23              |
| 6                    | Brigitte Merk-Erbe   | Bayreuther Gemeinschaft | 14.629  | 52,77              |
| Gesamt               | Gesamt               | Gesamt                  | 27.721  | 100,0              |
| Wahlbeteiligung in % | Wahlbeteiligung in % | Wahlbeteiligung in %    | 48,36   | 48,36              |

## Oberbürgermeisterwahl 2020
Der bisherige zweite Bürgermeister Thomas Ebersberger (CSU) gewann gegen Amtsinhaberin Brigitte Merk-Erbe (Bayreuther Gemeinschaft).
Erster Wahlgang (15. März 2020)
| Lfd. Nr.             | Bewerber/in              | Wahlvorschlagträger                   | Stimmen | Stimmenanteil in % |
| -------------------- | ------------------------ | ------------------------------------- | ------- | ------------------ |
| 1                    | Thomas Ebersberger       | CSU                                   | 7.653   | 26,00              |
| 2                    | Andreas Zippel           | SPD                                   | 7.157   | 24,30              |
| 3                    | Dr. Klaus Wührl-Struller | Bündnis 90/Die Grünen und Unabhängige | 3.683   | 12,50              |
| 4                    | Brigitte Merk-Erbe       | Bayreuther Gemeinschaft               | 7.521   | 25,50              |
| 5                    | Thomas Hacker            | FDP                                   | 1.256   | 4,30               |
| 6                    | Stefan Schuh             | Junges Bayreuth                       | 1.517   | 5,20               |
| 7                    | Gert-Dieter Meier        | Die Unabhängigen                      | 666     | 2,30               |
| Gesamt               | Gesamt                   | Gesamt                                | 29.683  | 100,0              |
| Wahlbeteiligung in % | Wahlbeteiligung in %     | Wahlbeteiligung in %                  | 50,40   | 50,40              |

Stichwahl (29. März 2020)
Da keiner der Kandidaten im ersten Wahlgang die erforderliche absolute Mehrheit der gültigen Stimmen erreicht hatte, fand zwei Wochen später eine Stichwahl zwischen den beiden Kandidaten mit den meisten Stimmen statt.
| Lfd. Nr.             | Bewerber/in          | Wahlvorschlagträger     | Stimmen | Stimmenanteil in % |
| -------------------- | -------------------- | ----------------------- | ------- | ------------------ |
| 1                    | Thomas Ebersberger   | CSU                     | 17.327  | 53,60              |
| 2                    | Brigitte Merk-Erbe   | Bayreuther Gemeinschaft | 15.023  | 46,40              |
| Gesamt               | Gesamt               | Gesamt                  | 32.614  | 100,0              |
| Wahlbeteiligung in % | Wahlbeteiligung in % | Wahlbeteiligung in %    | 55,40   | 55,40              |